# Diercommunicatie

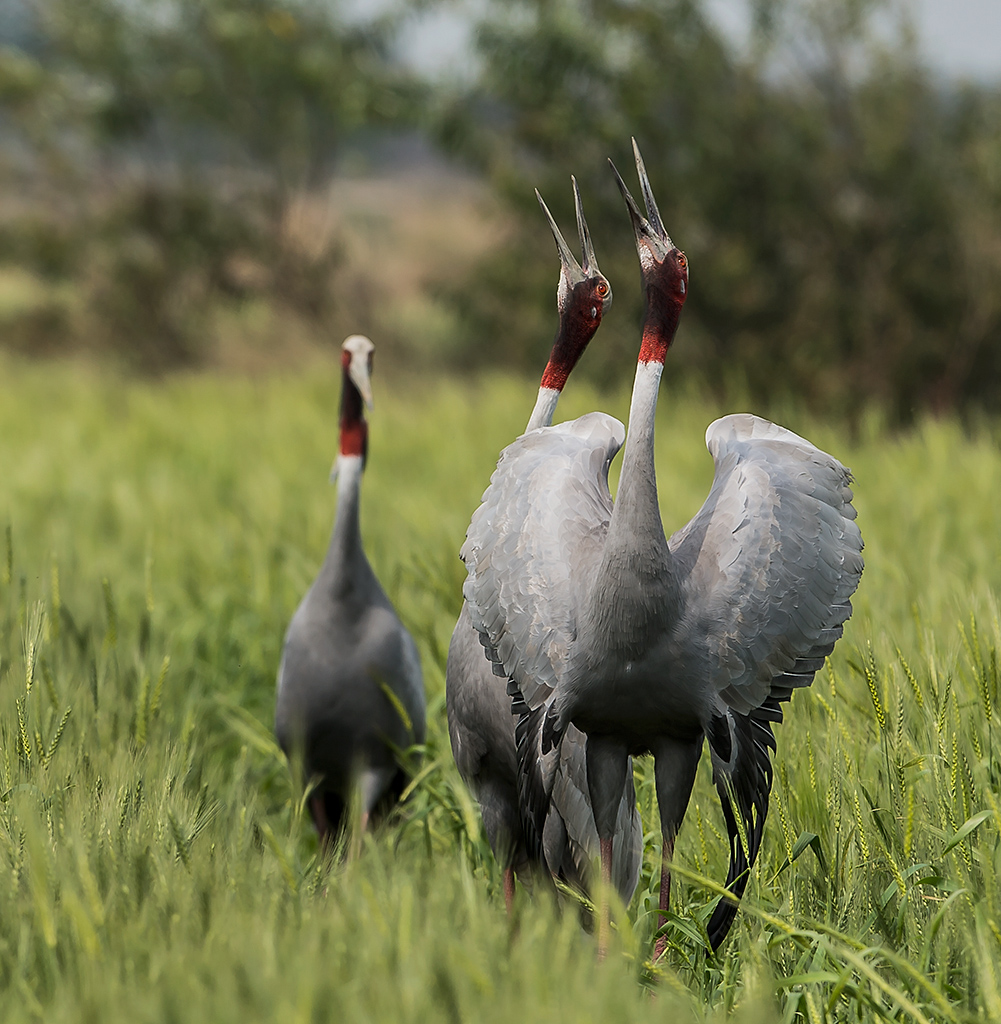
Baltsgedrag van twee kraanvogels

Diercommunicatie is de uitwisseling van informatie tussen twee of meer dieren. Het omvat het uitzenden van een signaal naar een ontvanger, die zijn gedrag vervolgens zal veranderen. De communicatie kan opzettelijk zijn, zoals bij de balts, of onbedoeld zijn, zoals bij de overdracht van een geursignaal van roofdier op prooi. Diercommunicatie is een snel groeiend onderzoeksgebied dat een belangrijke rol speelt in de gedragsbiologie, neurobiologie en dierlijke cognitie. Het omvat uiteenlopende aspecten, zoals gebruik van symbolen, emotionele expressie, leren en seksueel gedrag.
Als de informatie van een zender het gedrag van een ontvanger verandert, is de informatie een signaal. Om het signaal in de loop der evolutie te behouden, moeten zowel de zender als de ontvanger gewoonlijk enig voordeel halen uit de interactie. Verondersteld wordt dat zowel de productie als de perceptie met daaropvolgende reactie van een signaal gezamenlijk evolueren. Diercommunicatie verloopt vaak via meerdere zintuigen.

## Functies van communicatie
Als dieren met elkaar communiceren kan dit om vele verschillende redenen zijn. De voornaamste redenen waarom dieren communiceren zijn:

### Competitie
Dit heeft alles te maken met agressie en rivaliteit tussen twee individuen. Vaak vechten dieren voor eten, een partner of een territorium. Er zijn nog verschillen bij deze communicatiefunctie, zo kunnen de meeste dieren wel uitdrukken dat ze willen vechten, dat ze gewonnen hebben of dat ze toegeven dat ze verloren hebben en weggaan.

### Voedsel
Veel dieren hebben voedselgeluiden die andere dieren van dezelfde soort aantrekken. Het wordt ook wel gebruikt door ouders om aan hun jongen te laten weten dat ze eten hebben of door jongen om aan hun ouders te laten weten dat ze honger hebben. Een van de bekendste voorbeelden van voedselgeluiden is de bijendans.

### Alarmeren
Dit zijn signalen die door een individu gemaakt worden om soortgenoten te waarschuwen dat er een predator in de buurt is. Hierdoor weten de soortgenoten dat ze moeten weglopen, samenkomen of doen alsof ze dood zijn. Het individu dat alarmeert, vestigt daarbij mogelijk de aandacht op zich en stelt zich meer bloot aan gevaar. Dit is een eenvoudige vorm van altruïsme.

### Metacommunicatie
Een goed voorbeeld van metacommunicatie is een jonge hond die in aanvalspositie kan staan en grommen en zo duidelijk te lijken maken aan te willen vallen, maar uit de gezichtsuitdrukking blijkt dat deze alleen wil spelen.

## Soorten
Communicatie zal meestal optreden tussen soortgenoten via signalen en bestaat uit verschillende boodschappen. Het kan gaan om de plaats in de hiërarchie te bevestigen bij sociaal levende dieren, om concurrentie om voedsel of een partner. Daarnaast is er communicatie tussen het moederdier en de jongen. Dit kan ook om non-verbale communicatie gaan door lok- of afweerstoffen te gebruiken of bewegingen te maken met lichaamsdelen. Slechts enkele groepen zoals vogels en apen maken geluiden om soortgenoten op een voedselbron te wijzen of te alarmeren voor een vijand. Sommige apen gebruiken een ander geluid voor een naderende slang dan bij een aanstormende roofvogel.

### Geluiden
De belangrijkste vorm van communicatie is geluid, dat komt bij vrijwel alle dierengroepen voor. Ook in het water levende dieren als dolfijnen en haring communiceren met geluiden. Walvissen kunnen zelfs ritmes en patronen produceren met hun walvisgezang. Veel zoogdieren zoals hondachtigen en katachtigen kunnen huilen, miauwen, grommen en/of brullen. (Auditieve communicatie)
Amfibieën maken ook geluid, althans de kikkers en padden, die bekendstaan om hun gekwaak. Daarnaast kunnen sommige salamanders grommende geluiden voortbrengen als ze worden aangeraakt. Het geluid van sommige fluitkikkers kan pijn doen aan de oren. De geluiden van kikkers zijn per soort zeer simpel van toon en compositie, maar alle soorten bij elkaar geven een breed scala aan ritmes, toonhoogten en verschillende tik-, klik-, piep- en zaaggeluiden.
Hetzelfde kan gezegd worden van insecten die geluid maken, zoals krekels, sprinkhanen en cicades. Deze maken gebruik van stridulatie; het tegen elkaar wrijven van harde, meestal geribbelde delen. Cicades hebben daarnaast soms lichaamsholtes die dienen als klankkast en het volume versterken. 
Maar weinig reptielen maken geluid. Alleen hagedissen uit de familie gekko's lokken de vrouwtjes door blaffende geluiden te maken.

### Geuren
(Chemische communicatie)
Ook geuren worden in de dierenwereld veel gebruikt, bijvoorbeeld bij de zoogdieren. Deze maken vaak gebruik van geurvlaggen om het territorium af te bakenen. Dit gebeurt meestal door urine of geurstoffen uit klieren op objecten aan te brengen. Veel zoogdieren gebruiken ook geuren om aan te geven of een vrouwtje al dan niet in haar vruchtbare periode zit. Bij de mens is bijvoorbeeld aangetoond dat bepaalde lichaamsgeuren tijdens deze periode veranderen. 
De meest tot de verbeelding sprekende vorm van geuren als communicatiemiddel zijn de insecten, die gebruikmaken van feromonen. Deze geurstoffen zijn vaak soortspecifiek, ondanks dat er miljoenen soorten insecten zijn. Feromonen kunnen dienen om te alarmeren, voortplantingsgedrag te stimuleren, sporen te volgen, de eiafzet af te remmen, agressief te worden, nesten te bouwen etc. Bij de bijen zorgen feromonen ervoor dat de werksters steriel blijven en alleen de koningin eitjes kan produceren. Mieren gebruiken feromonen om de snelste weg naar een voedselbron te markeren voor soortgenoten, waarna deze het spoor niet alleen volgen, maar ook versterken. Als een voedselbron is uitgeput, verzwakt de geur. Een platgetrapte mier verspreidt stoffen die soortgenoten in de buurt alarmeren en in razernij doen ontsteken.

### Kleuren

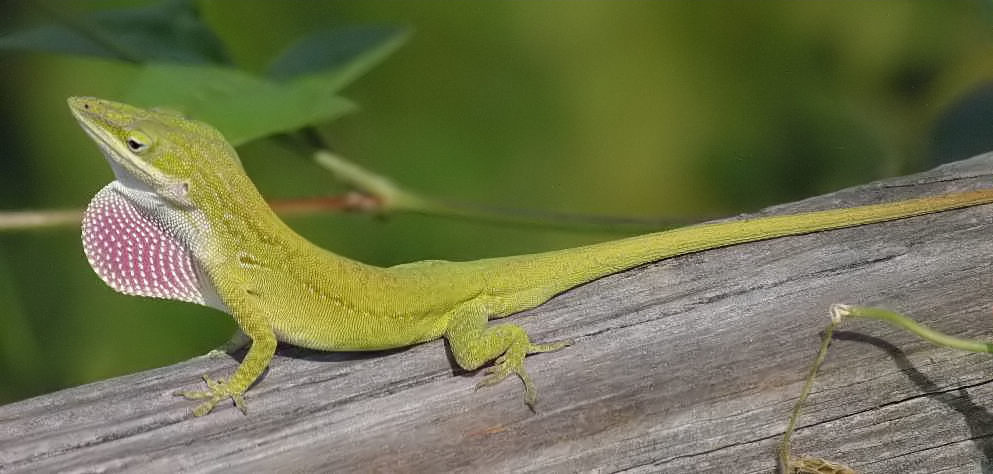
De roodkeelanolis met uitgeklapte keelwam

De meeste felle kleuren in de natuur dienen als schrikkleur voor roofdieren, zoals de oogvlekken van vlinders en de felle kleuren van kevers. Kameleons kunnen niet enkel van kleur veranderen ter camouflage, maar ook om de stemming weer te geven. Een lichtere kameleon voelt zich in de regel op zijn gemak, een donker exemplaar is geïrriteerd. Als een koppeltje elkaar gevonden heeft, wordt een soort balts gehouden en kunnen de dieren soms zelfs roze en blauwe kleuren aannemen.
Ook katvissen kunnen snel van kleur veranderen, voornamelijk vlak voor de paring plaatsvindt. Ze kunnen dit veel sneller dan kameleons: binnen een tel kan een volledige kleuromslag plaatsvinden. 
Anolissen maken gebruik van kleuren door hun keelwam, die geel tot rood van kleur is, in bepaalde ritmes uit- en weer in te klappen. Hierbij is echter niet de kleur zelf maar de frequentie van het laten zien van belang.

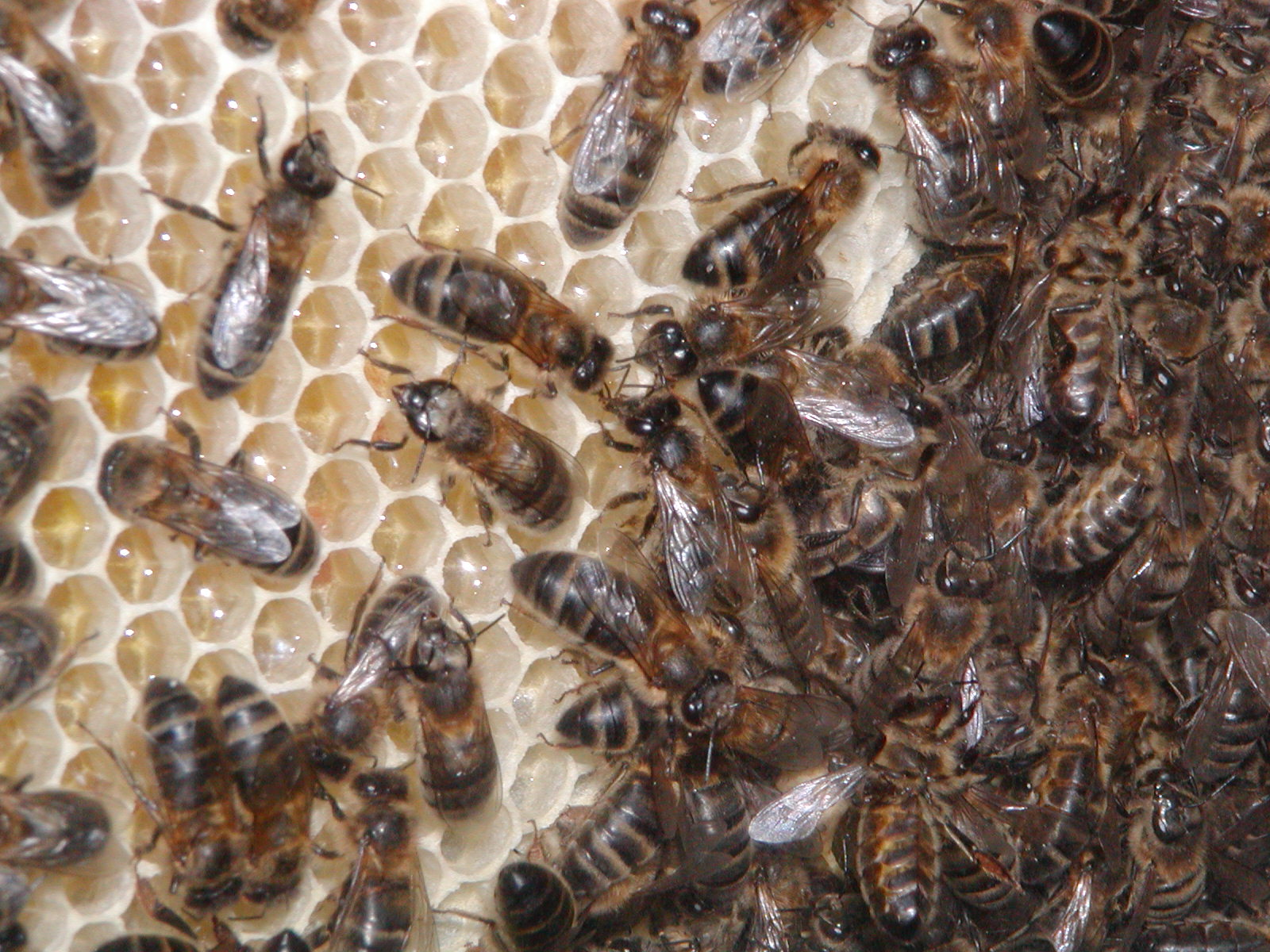
Bijen kunnen een bijendans uitvoeren

### Signalen
Signalen zijn gedragingen die in de ethologie worden gerekend tot gedrag tussen soortgenoten. Een vorm daarvan is expressiegedrag of display. Balts- en imponeergedrag is een belangrijke vorm van expressiegedrag, evenals dreiggedrag.
Een vergaande vorm van communicatie door signalen af te geven zijn de honingbijen die een bijendans uitvoeren. Hierbij maakt een werkster cirkelvormige en lineaire bewegingen waaruit de andere werksters niet alleen kunnen opmaken welke richting ze op moeten vliegen, maar ook welke afstand ze af moeten leggen om bij het voedsel te komen. Hierbij wordt gebruikgemaakt van de stand van de zon. Zo'n bijendans kan wel 20 minuten duren.

### Tast
Bij bepaalde dieren kunnen trillingen van de grond of oppervlakte waarop ze zich bevinden een bepaalde actie veroorzaken. Zo maakt een mol gebruik van een hypersoon geluid om zich te oriënteren en trilt de grond in de omgeving van de mol licht mee, wat voor bepaalde regenwormen al genoeg is om te vluchten. Een ander voorbeeld is de waterspin die rust op het water en bij iedere verandering van de oppervlakte positie verandert.
Schaatsenrijders (een oppervlaktebewonende wants) geven via het wateroppervlak bepaalde signalen door, uit de aard van de trillingen nemen de andere dieren op dat ze of de benen moeten nemen of dat er iets te eten valt. Tijdens de paartijd zendt een paringsbereid mannetje trillingen van 24 tot 29 hertz uit, het tot paren bereid wijfje antwoordt deze oproep met trillingen van 22 tot 25 hertz.
Natuurlijk grenzen deze vormen van communicatie zeer sterk aan geluid. Het uitwendig oor van sommige vissen wordt soms ook gerekend als een tastorgaan voor communicatie.

## Dieren en taal

### Eigenschappen van mensentaal
De volgende eigenschappen van menselijke taal worden onderscheiden van dierentaal :
- Willekeurigheid: er is geen relatie tussen een klank of een teken en zijn betekenis.
- Culturele overdracht: taal wordt van de ene taalgebruiker op de andere overgebracht, bewust of onbewust.
- Abstractheid: taal is opgebouwd uit abstracte eenheden die in combinatie een betekenis opleveren.
- Afstand: taal kan worden gebruikt om te communiceren over dingen die ruimtelijk of qua tijd niet in de onmiddellijke omgeving zijn.
- Tweeledigheid: taal werkt op twee niveaus tegelijk : een oppervlaktelaag en een betekenislaag.
- Metalinguïstiek: de mogelijkheid om over de taal zelf te communiceren.
- Recursie: een beperkt aantal taaleenheden kan een onbeperkt aantal uitingen voortbrengen.

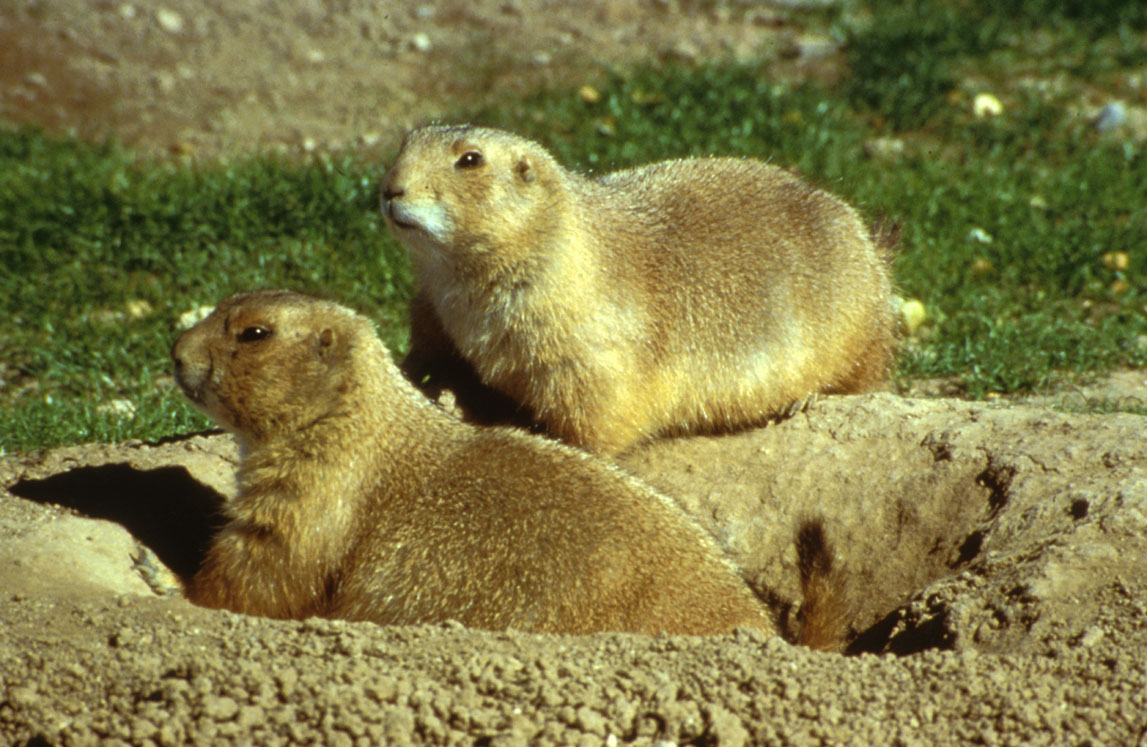
Prairiehonden

### Dierentaal
Lang werd gedacht dat de ontwikkeling van taal uniek is voor de mens, maar er worden steeds meer ingewikkelde diercommunicatiesystemen ontdekt. Zo gebruiken chimpansees minstens 66 gebaren die gebruikt worden om 19 verschillende boodschappen over te brengen. Sommige gebaren kunnen meerdere betekenissen hebben, anderen zijn wel specifiek. Niet alleen apen, ook andere dieren gebruiken bepaalde eigenschappen van taal om zich uit te drukken. Dit betreft altijd zeer intelligente dieren die in groepen leven, zoals apen. Een ander voorbeeld zijn prairiehonden, middelgrote knaagdieren die in enorme groepen leven. De grootste groep die ooit is gevonden telde 400 miljoen exemplaren in een gebied zo groot als Nederland. Prairiehonden hebben een goed ontwikkeld vocaal vermogen, al is niet geheel duidelijk hoe dicht deze communicatie tegen een echte taal ligt. 
Er zijn verschillende pogingen gedaan om dieren menselijke taal te leren. Onderzoek met de gorilla Koko suggereert dat apen taal kunnen gebruiken op een manier die sommige eigenschappen van taal bevat. Koko leerde een door mensen aangepaste vorm van gebarentaal. Hierbij maakte ze zelfs gebruik van grammatica en verzon ze eigen woorden voor zaken waarvoor ze de correcte term niet wist. Ook gorilla's in het wild maken veel gebruik van lichaamshoudingen en gebaren. Het is dan ook aannemelijk dat wilde gorilla's hun eigen gebarentaal hebben ontwikkeld.

## Communicatie planten-dieren
Eind 2024 lieten Israëlische wetenschappers weten bewijs te hebben gevonden dat planten geluiden produceren waar dieren op reageren. Zo stelden ze bijvoorbeeld vast dat vrouwelijke motten hun eitjes liever niet leggen op tomatenplanten die geluiden produceren die wijzen op stress of uitdroging. Ze besloten hieruit dat planten mogelijk deel uitmaken van een verborgen akoestisch ecosysteem, “een subtiele vorm van co-evolutie.”